# 白蒲站
白蒲站，位于中华人民共和国江苏省南通市如皋市白蒲镇，是宁启铁路上的火车站，隶属上海铁路局新长车务段。

## 概述
车站及其上下行区间已电气化，车站上行距离南京站259公里，下行距离南通站25公里。
2002年9月30日，新长全线及海安至南通基本建成通车，白蒲站建成，时属江苏省地方铁路新长铁路公司管辖。2003年12月，宁启铁路南京至海安段建成，海安至南通段正式纳入宁启铁路。2005年7月1日，新长铁路、宁启铁路相继纳入全国铁路运输网，开行客运列车。2008年5月28日，新长铁路公司因经营不善，撤销划入上海铁路局，成立新长车务段，白蒲站属之。
白蒲站在2005年4月1日曾经开通客运。但目前白蒲站不办理客运业务，仅有货运。此外，白蒲站是新长工务段南通线路车间白蒲工区驻地。

## 車站周邊
- 如皋白蒲镇法宝禅寺
- 白蒲汽车客运站
- 江苏省白蒲高级中学
- 白蒲镇人民政府